# Бороша тема
Те́ма Бороша — тема в шаховій композиції. Суть теми — зв'язування чорних фігур на матуючому ході. В початковій позиції тематичні фігури повинні бути не зв'язані.

## Історія
Цю ідею запропонував угорський шаховий композитор Сандор Борош (31.08.1907 — 1944). Одна з перших публікацій задачі на цю ідею була в 1933 році.
Чорні в захистах від загрози створюють певні послаблення в своїй позиції — виключення, зняття контролю над полем тощо, і білі мають можливість оголошувати мат, додатково зв'язуючи прямо або опосередковано чорну тематичну фігуру.
Згодом ідея дістала назву — тема Бороша.
|   | a | b | c | d | e | f | g | h |   |
| 8 | a8 білий слон · d8 чорний кінь · b7 білий кінь · d7 білий ферзь · e7 чорний пішак · c6 чорна тура · g6 чорний пішак · a5 біла тура · e5 білий кінь · b4 чорний пішак · d4 білий слон · e4 чорний король · f4 чорний ферзь · g4 чорний пішак · h4 біла тура · d3 чорний пішак · e3 білий пішак · a2 чорний кінь · c2 чорна тура · g2 білий пішак · h2 чорний слон · a1 білий король · b1 чорний слон | a8 білий слон · d8 чорний кінь · b7 білий кінь · d7 білий ферзь · e7 чорний пішак · c6 чорна тура · g6 чорний пішак · a5 біла тура · e5 білий кінь · b4 чорний пішак · d4 білий слон · e4 чорний король · f4 чорний ферзь · g4 чорний пішак · h4 біла тура · d3 чорний пішак · e3 білий пішак · a2 чорний кінь · c2 чорна тура · g2 білий пішак · h2 чорний слон · a1 білий король · b1 чорний слон | a8 білий слон · d8 чорний кінь · b7 білий кінь · d7 білий ферзь · e7 чорний пішак · c6 чорна тура · g6 чорний пішак · a5 біла тура · e5 білий кінь · b4 чорний пішак · d4 білий слон · e4 чорний король · f4 чорний ферзь · g4 чорний пішак · h4 біла тура · d3 чорний пішак · e3 білий пішак · a2 чорний кінь · c2 чорна тура · g2 білий пішак · h2 чорний слон · a1 білий король · b1 чорний слон | a8 білий слон · d8 чорний кінь · b7 білий кінь · d7 білий ферзь · e7 чорний пішак · c6 чорна тура · g6 чорний пішак · a5 біла тура · e5 білий кінь · b4 чорний пішак · d4 білий слон · e4 чорний король · f4 чорний ферзь · g4 чорний пішак · h4 біла тура · d3 чорний пішак · e3 білий пішак · a2 чорний кінь · c2 чорна тура · g2 білий пішак · h2 чорний слон · a1 білий король · b1 чорний слон | a8 білий слон · d8 чорний кінь · b7 білий кінь · d7 білий ферзь · e7 чорний пішак · c6 чорна тура · g6 чорний пішак · a5 біла тура · e5 білий кінь · b4 чорний пішак · d4 білий слон · e4 чорний король · f4 чорний ферзь · g4 чорний пішак · h4 біла тура · d3 чорний пішак · e3 білий пішак · a2 чорний кінь · c2 чорна тура · g2 білий пішак · h2 чорний слон · a1 білий король · b1 чорний слон | a8 білий слон · d8 чорний кінь · b7 білий кінь · d7 білий ферзь · e7 чорний пішак · c6 чорна тура · g6 чорний пішак · a5 біла тура · e5 білий кінь · b4 чорний пішак · d4 білий слон · e4 чорний король · f4 чорний ферзь · g4 чорний пішак · h4 біла тура · d3 чорний пішак · e3 білий пішак · a2 чорний кінь · c2 чорна тура · g2 білий пішак · h2 чорний слон · a1 білий король · b1 чорний слон | a8 білий слон · d8 чорний кінь · b7 білий кінь · d7 білий ферзь · e7 чорний пішак · c6 чорна тура · g6 чорний пішак · a5 біла тура · e5 білий кінь · b4 чорний пішак · d4 білий слон · e4 чорний король · f4 чорний ферзь · g4 чорний пішак · h4 біла тура · d3 чорний пішак · e3 білий пішак · a2 чорний кінь · c2 чорна тура · g2 білий пішак · h2 чорний слон · a1 білий король · b1 чорний слон | a8 білий слон · d8 чорний кінь · b7 білий кінь · d7 білий ферзь · e7 чорний пішак · c6 чорна тура · g6 чорний пішак · a5 біла тура · e5 білий кінь · b4 чорний пішак · d4 білий слон · e4 чорний король · f4 чорний ферзь · g4 чорний пішак · h4 біла тура · d3 чорний пішак · e3 білий пішак · a2 чорний кінь · c2 чорна тура · g2 білий пішак · h2 чорний слон · a1 білий король · b1 чорний слон | 8 |
| 7 | a8 білий слон · d8 чорний кінь · b7 білий кінь · d7 білий ферзь · e7 чорний пішак · c6 чорна тура · g6 чорний пішак · a5 біла тура · e5 білий кінь · b4 чорний пішак · d4 білий слон · e4 чорний король · f4 чорний ферзь · g4 чорний пішак · h4 біла тура · d3 чорний пішак · e3 білий пішак · a2 чорний кінь · c2 чорна тура · g2 білий пішак · h2 чорний слон · a1 білий король · b1 чорний слон | a8 білий слон · d8 чорний кінь · b7 білий кінь · d7 білий ферзь · e7 чорний пішак · c6 чорна тура · g6 чорний пішак · a5 біла тура · e5 білий кінь · b4 чорний пішак · d4 білий слон · e4 чорний король · f4 чорний ферзь · g4 чорний пішак · h4 біла тура · d3 чорний пішак · e3 білий пішак · a2 чорний кінь · c2 чорна тура · g2 білий пішак · h2 чорний слон · a1 білий король · b1 чорний слон | a8 білий слон · d8 чорний кінь · b7 білий кінь · d7 білий ферзь · e7 чорний пішак · c6 чорна тура · g6 чорний пішак · a5 біла тура · e5 білий кінь · b4 чорний пішак · d4 білий слон · e4 чорний король · f4 чорний ферзь · g4 чорний пішак · h4 біла тура · d3 чорний пішак · e3 білий пішак · a2 чорний кінь · c2 чорна тура · g2 білий пішак · h2 чорний слон · a1 білий король · b1 чорний слон | a8 білий слон · d8 чорний кінь · b7 білий кінь · d7 білий ферзь · e7 чорний пішак · c6 чорна тура · g6 чорний пішак · a5 біла тура · e5 білий кінь · b4 чорний пішак · d4 білий слон · e4 чорний король · f4 чорний ферзь · g4 чорний пішак · h4 біла тура · d3 чорний пішак · e3 білий пішак · a2 чорний кінь · c2 чорна тура · g2 білий пішак · h2 чорний слон · a1 білий король · b1 чорний слон | a8 білий слон · d8 чорний кінь · b7 білий кінь · d7 білий ферзь · e7 чорний пішак · c6 чорна тура · g6 чорний пішак · a5 біла тура · e5 білий кінь · b4 чорний пішак · d4 білий слон · e4 чорний король · f4 чорний ферзь · g4 чорний пішак · h4 біла тура · d3 чорний пішак · e3 білий пішак · a2 чорний кінь · c2 чорна тура · g2 білий пішак · h2 чорний слон · a1 білий король · b1 чорний слон | a8 білий слон · d8 чорний кінь · b7 білий кінь · d7 білий ферзь · e7 чорний пішак · c6 чорна тура · g6 чорний пішак · a5 біла тура · e5 білий кінь · b4 чорний пішак · d4 білий слон · e4 чорний король · f4 чорний ферзь · g4 чорний пішак · h4 біла тура · d3 чорний пішак · e3 білий пішак · a2 чорний кінь · c2 чорна тура · g2 білий пішак · h2 чорний слон · a1 білий король · b1 чорний слон | a8 білий слон · d8 чорний кінь · b7 білий кінь · d7 білий ферзь · e7 чорний пішак · c6 чорна тура · g6 чорний пішак · a5 біла тура · e5 білий кінь · b4 чорний пішак · d4 білий слон · e4 чорний король · f4 чорний ферзь · g4 чорний пішак · h4 біла тура · d3 чорний пішак · e3 білий пішак · a2 чорний кінь · c2 чорна тура · g2 білий пішак · h2 чорний слон · a1 білий король · b1 чорний слон | a8 білий слон · d8 чорний кінь · b7 білий кінь · d7 білий ферзь · e7 чорний пішак · c6 чорна тура · g6 чорний пішак · a5 біла тура · e5 білий кінь · b4 чорний пішак · d4 білий слон · e4 чорний король · f4 чорний ферзь · g4 чорний пішак · h4 біла тура · d3 чорний пішак · e3 білий пішак · a2 чорний кінь · c2 чорна тура · g2 білий пішак · h2 чорний слон · a1 білий король · b1 чорний слон | 7 |
| 6 | a8 білий слон · d8 чорний кінь · b7 білий кінь · d7 білий ферзь · e7 чорний пішак · c6 чорна тура · g6 чорний пішак · a5 біла тура · e5 білий кінь · b4 чорний пішак · d4 білий слон · e4 чорний король · f4 чорний ферзь · g4 чорний пішак · h4 біла тура · d3 чорний пішак · e3 білий пішак · a2 чорний кінь · c2 чорна тура · g2 білий пішак · h2 чорний слон · a1 білий король · b1 чорний слон | a8 білий слон · d8 чорний кінь · b7 білий кінь · d7 білий ферзь · e7 чорний пішак · c6 чорна тура · g6 чорний пішак · a5 біла тура · e5 білий кінь · b4 чорний пішак · d4 білий слон · e4 чорний король · f4 чорний ферзь · g4 чорний пішак · h4 біла тура · d3 чорний пішак · e3 білий пішак · a2 чорний кінь · c2 чорна тура · g2 білий пішак · h2 чорний слон · a1 білий король · b1 чорний слон | a8 білий слон · d8 чорний кінь · b7 білий кінь · d7 білий ферзь · e7 чорний пішак · c6 чорна тура · g6 чорний пішак · a5 біла тура · e5 білий кінь · b4 чорний пішак · d4 білий слон · e4 чорний король · f4 чорний ферзь · g4 чорний пішак · h4 біла тура · d3 чорний пішак · e3 білий пішак · a2 чорний кінь · c2 чорна тура · g2 білий пішак · h2 чорний слон · a1 білий король · b1 чорний слон | a8 білий слон · d8 чорний кінь · b7 білий кінь · d7 білий ферзь · e7 чорний пішак · c6 чорна тура · g6 чорний пішак · a5 біла тура · e5 білий кінь · b4 чорний пішак · d4 білий слон · e4 чорний король · f4 чорний ферзь · g4 чорний пішак · h4 біла тура · d3 чорний пішак · e3 білий пішак · a2 чорний кінь · c2 чорна тура · g2 білий пішак · h2 чорний слон · a1 білий король · b1 чорний слон | a8 білий слон · d8 чорний кінь · b7 білий кінь · d7 білий ферзь · e7 чорний пішак · c6 чорна тура · g6 чорний пішак · a5 біла тура · e5 білий кінь · b4 чорний пішак · d4 білий слон · e4 чорний король · f4 чорний ферзь · g4 чорний пішак · h4 біла тура · d3 чорний пішак · e3 білий пішак · a2 чорний кінь · c2 чорна тура · g2 білий пішак · h2 чорний слон · a1 білий король · b1 чорний слон | a8 білий слон · d8 чорний кінь · b7 білий кінь · d7 білий ферзь · e7 чорний пішак · c6 чорна тура · g6 чорний пішак · a5 біла тура · e5 білий кінь · b4 чорний пішак · d4 білий слон · e4 чорний король · f4 чорний ферзь · g4 чорний пішак · h4 біла тура · d3 чорний пішак · e3 білий пішак · a2 чорний кінь · c2 чорна тура · g2 білий пішак · h2 чорний слон · a1 білий король · b1 чорний слон | a8 білий слон · d8 чорний кінь · b7 білий кінь · d7 білий ферзь · e7 чорний пішак · c6 чорна тура · g6 чорний пішак · a5 біла тура · e5 білий кінь · b4 чорний пішак · d4 білий слон · e4 чорний король · f4 чорний ферзь · g4 чорний пішак · h4 біла тура · d3 чорний пішак · e3 білий пішак · a2 чорний кінь · c2 чорна тура · g2 білий пішак · h2 чорний слон · a1 білий король · b1 чорний слон | a8 білий слон · d8 чорний кінь · b7 білий кінь · d7 білий ферзь · e7 чорний пішак · c6 чорна тура · g6 чорний пішак · a5 біла тура · e5 білий кінь · b4 чорний пішак · d4 білий слон · e4 чорний король · f4 чорний ферзь · g4 чорний пішак · h4 біла тура · d3 чорний пішак · e3 білий пішак · a2 чорний кінь · c2 чорна тура · g2 білий пішак · h2 чорний слон · a1 білий король · b1 чорний слон | 6 |
| 5 | a8 білий слон · d8 чорний кінь · b7 білий кінь · d7 білий ферзь · e7 чорний пішак · c6 чорна тура · g6 чорний пішак · a5 біла тура · e5 білий кінь · b4 чорний пішак · d4 білий слон · e4 чорний король · f4 чорний ферзь · g4 чорний пішак · h4 біла тура · d3 чорний пішак · e3 білий пішак · a2 чорний кінь · c2 чорна тура · g2 білий пішак · h2 чорний слон · a1 білий король · b1 чорний слон | a8 білий слон · d8 чорний кінь · b7 білий кінь · d7 білий ферзь · e7 чорний пішак · c6 чорна тура · g6 чорний пішак · a5 біла тура · e5 білий кінь · b4 чорний пішак · d4 білий слон · e4 чорний король · f4 чорний ферзь · g4 чорний пішак · h4 біла тура · d3 чорний пішак · e3 білий пішак · a2 чорний кінь · c2 чорна тура · g2 білий пішак · h2 чорний слон · a1 білий король · b1 чорний слон | a8 білий слон · d8 чорний кінь · b7 білий кінь · d7 білий ферзь · e7 чорний пішак · c6 чорна тура · g6 чорний пішак · a5 біла тура · e5 білий кінь · b4 чорний пішак · d4 білий слон · e4 чорний король · f4 чорний ферзь · g4 чорний пішак · h4 біла тура · d3 чорний пішак · e3 білий пішак · a2 чорний кінь · c2 чорна тура · g2 білий пішак · h2 чорний слон · a1 білий король · b1 чорний слон | a8 білий слон · d8 чорний кінь · b7 білий кінь · d7 білий ферзь · e7 чорний пішак · c6 чорна тура · g6 чорний пішак · a5 біла тура · e5 білий кінь · b4 чорний пішак · d4 білий слон · e4 чорний король · f4 чорний ферзь · g4 чорний пішак · h4 біла тура · d3 чорний пішак · e3 білий пішак · a2 чорний кінь · c2 чорна тура · g2 білий пішак · h2 чорний слон · a1 білий король · b1 чорний слон | a8 білий слон · d8 чорний кінь · b7 білий кінь · d7 білий ферзь · e7 чорний пішак · c6 чорна тура · g6 чорний пішак · a5 біла тура · e5 білий кінь · b4 чорний пішак · d4 білий слон · e4 чорний король · f4 чорний ферзь · g4 чорний пішак · h4 біла тура · d3 чорний пішак · e3 білий пішак · a2 чорний кінь · c2 чорна тура · g2 білий пішак · h2 чорний слон · a1 білий король · b1 чорний слон | a8 білий слон · d8 чорний кінь · b7 білий кінь · d7 білий ферзь · e7 чорний пішак · c6 чорна тура · g6 чорний пішак · a5 біла тура · e5 білий кінь · b4 чорний пішак · d4 білий слон · e4 чорний король · f4 чорний ферзь · g4 чорний пішак · h4 біла тура · d3 чорний пішак · e3 білий пішак · a2 чорний кінь · c2 чорна тура · g2 білий пішак · h2 чорний слон · a1 білий король · b1 чорний слон | a8 білий слон · d8 чорний кінь · b7 білий кінь · d7 білий ферзь · e7 чорний пішак · c6 чорна тура · g6 чорний пішак · a5 біла тура · e5 білий кінь · b4 чорний пішак · d4 білий слон · e4 чорний король · f4 чорний ферзь · g4 чорний пішак · h4 біла тура · d3 чорний пішак · e3 білий пішак · a2 чорний кінь · c2 чорна тура · g2 білий пішак · h2 чорний слон · a1 білий король · b1 чорний слон | a8 білий слон · d8 чорний кінь · b7 білий кінь · d7 білий ферзь · e7 чорний пішак · c6 чорна тура · g6 чорний пішак · a5 біла тура · e5 білий кінь · b4 чорний пішак · d4 білий слон · e4 чорний король · f4 чорний ферзь · g4 чорний пішак · h4 біла тура · d3 чорний пішак · e3 білий пішак · a2 чорний кінь · c2 чорна тура · g2 білий пішак · h2 чорний слон · a1 білий король · b1 чорний слон | 5 |
| 4 | a8 білий слон · d8 чорний кінь · b7 білий кінь · d7 білий ферзь · e7 чорний пішак · c6 чорна тура · g6 чорний пішак · a5 біла тура · e5 білий кінь · b4 чорний пішак · d4 білий слон · e4 чорний король · f4 чорний ферзь · g4 чорний пішак · h4 біла тура · d3 чорний пішак · e3 білий пішак · a2 чорний кінь · c2 чорна тура · g2 білий пішак · h2 чорний слон · a1 білий король · b1 чорний слон | a8 білий слон · d8 чорний кінь · b7 білий кінь · d7 білий ферзь · e7 чорний пішак · c6 чорна тура · g6 чорний пішак · a5 біла тура · e5 білий кінь · b4 чорний пішак · d4 білий слон · e4 чорний король · f4 чорний ферзь · g4 чорний пішак · h4 біла тура · d3 чорний пішак · e3 білий пішак · a2 чорний кінь · c2 чорна тура · g2 білий пішак · h2 чорний слон · a1 білий король · b1 чорний слон | a8 білий слон · d8 чорний кінь · b7 білий кінь · d7 білий ферзь · e7 чорний пішак · c6 чорна тура · g6 чорний пішак · a5 біла тура · e5 білий кінь · b4 чорний пішак · d4 білий слон · e4 чорний король · f4 чорний ферзь · g4 чорний пішак · h4 біла тура · d3 чорний пішак · e3 білий пішак · a2 чорний кінь · c2 чорна тура · g2 білий пішак · h2 чорний слон · a1 білий король · b1 чорний слон | a8 білий слон · d8 чорний кінь · b7 білий кінь · d7 білий ферзь · e7 чорний пішак · c6 чорна тура · g6 чорний пішак · a5 біла тура · e5 білий кінь · b4 чорний пішак · d4 білий слон · e4 чорний король · f4 чорний ферзь · g4 чорний пішак · h4 біла тура · d3 чорний пішак · e3 білий пішак · a2 чорний кінь · c2 чорна тура · g2 білий пішак · h2 чорний слон · a1 білий король · b1 чорний слон | a8 білий слон · d8 чорний кінь · b7 білий кінь · d7 білий ферзь · e7 чорний пішак · c6 чорна тура · g6 чорний пішак · a5 біла тура · e5 білий кінь · b4 чорний пішак · d4 білий слон · e4 чорний король · f4 чорний ферзь · g4 чорний пішак · h4 біла тура · d3 чорний пішак · e3 білий пішак · a2 чорний кінь · c2 чорна тура · g2 білий пішак · h2 чорний слон · a1 білий король · b1 чорний слон | a8 білий слон · d8 чорний кінь · b7 білий кінь · d7 білий ферзь · e7 чорний пішак · c6 чорна тура · g6 чорний пішак · a5 біла тура · e5 білий кінь · b4 чорний пішак · d4 білий слон · e4 чорний король · f4 чорний ферзь · g4 чорний пішак · h4 біла тура · d3 чорний пішак · e3 білий пішак · a2 чорний кінь · c2 чорна тура · g2 білий пішак · h2 чорний слон · a1 білий король · b1 чорний слон | a8 білий слон · d8 чорний кінь · b7 білий кінь · d7 білий ферзь · e7 чорний пішак · c6 чорна тура · g6 чорний пішак · a5 біла тура · e5 білий кінь · b4 чорний пішак · d4 білий слон · e4 чорний король · f4 чорний ферзь · g4 чорний пішак · h4 біла тура · d3 чорний пішак · e3 білий пішак · a2 чорний кінь · c2 чорна тура · g2 білий пішак · h2 чорний слон · a1 білий король · b1 чорний слон | a8 білий слон · d8 чорний кінь · b7 білий кінь · d7 білий ферзь · e7 чорний пішак · c6 чорна тура · g6 чорний пішак · a5 біла тура · e5 білий кінь · b4 чорний пішак · d4 білий слон · e4 чорний король · f4 чорний ферзь · g4 чорний пішак · h4 біла тура · d3 чорний пішак · e3 білий пішак · a2 чорний кінь · c2 чорна тура · g2 білий пішак · h2 чорний слон · a1 білий король · b1 чорний слон | 4 |
| 3 | a8 білий слон · d8 чорний кінь · b7 білий кінь · d7 білий ферзь · e7 чорний пішак · c6 чорна тура · g6 чорний пішак · a5 біла тура · e5 білий кінь · b4 чорний пішак · d4 білий слон · e4 чорний король · f4 чорний ферзь · g4 чорний пішак · h4 біла тура · d3 чорний пішак · e3 білий пішак · a2 чорний кінь · c2 чорна тура · g2 білий пішак · h2 чорний слон · a1 білий король · b1 чорний слон | a8 білий слон · d8 чорний кінь · b7 білий кінь · d7 білий ферзь · e7 чорний пішак · c6 чорна тура · g6 чорний пішак · a5 біла тура · e5 білий кінь · b4 чорний пішак · d4 білий слон · e4 чорний король · f4 чорний ферзь · g4 чорний пішак · h4 біла тура · d3 чорний пішак · e3 білий пішак · a2 чорний кінь · c2 чорна тура · g2 білий пішак · h2 чорний слон · a1 білий король · b1 чорний слон | a8 білий слон · d8 чорний кінь · b7 білий кінь · d7 білий ферзь · e7 чорний пішак · c6 чорна тура · g6 чорний пішак · a5 біла тура · e5 білий кінь · b4 чорний пішак · d4 білий слон · e4 чорний король · f4 чорний ферзь · g4 чорний пішак · h4 біла тура · d3 чорний пішак · e3 білий пішак · a2 чорний кінь · c2 чорна тура · g2 білий пішак · h2 чорний слон · a1 білий король · b1 чорний слон | a8 білий слон · d8 чорний кінь · b7 білий кінь · d7 білий ферзь · e7 чорний пішак · c6 чорна тура · g6 чорний пішак · a5 біла тура · e5 білий кінь · b4 чорний пішак · d4 білий слон · e4 чорний король · f4 чорний ферзь · g4 чорний пішак · h4 біла тура · d3 чорний пішак · e3 білий пішак · a2 чорний кінь · c2 чорна тура · g2 білий пішак · h2 чорний слон · a1 білий король · b1 чорний слон | a8 білий слон · d8 чорний кінь · b7 білий кінь · d7 білий ферзь · e7 чорний пішак · c6 чорна тура · g6 чорний пішак · a5 біла тура · e5 білий кінь · b4 чорний пішак · d4 білий слон · e4 чорний король · f4 чорний ферзь · g4 чорний пішак · h4 біла тура · d3 чорний пішак · e3 білий пішак · a2 чорний кінь · c2 чорна тура · g2 білий пішак · h2 чорний слон · a1 білий король · b1 чорний слон | a8 білий слон · d8 чорний кінь · b7 білий кінь · d7 білий ферзь · e7 чорний пішак · c6 чорна тура · g6 чорний пішак · a5 біла тура · e5 білий кінь · b4 чорний пішак · d4 білий слон · e4 чорний король · f4 чорний ферзь · g4 чорний пішак · h4 біла тура · d3 чорний пішак · e3 білий пішак · a2 чорний кінь · c2 чорна тура · g2 білий пішак · h2 чорний слон · a1 білий король · b1 чорний слон | a8 білий слон · d8 чорний кінь · b7 білий кінь · d7 білий ферзь · e7 чорний пішак · c6 чорна тура · g6 чорний пішак · a5 біла тура · e5 білий кінь · b4 чорний пішак · d4 білий слон · e4 чорний король · f4 чорний ферзь · g4 чорний пішак · h4 біла тура · d3 чорний пішак · e3 білий пішак · a2 чорний кінь · c2 чорна тура · g2 білий пішак · h2 чорний слон · a1 білий король · b1 чорний слон | a8 білий слон · d8 чорний кінь · b7 білий кінь · d7 білий ферзь · e7 чорний пішак · c6 чорна тура · g6 чорний пішак · a5 біла тура · e5 білий кінь · b4 чорний пішак · d4 білий слон · e4 чорний король · f4 чорний ферзь · g4 чорний пішак · h4 біла тура · d3 чорний пішак · e3 білий пішак · a2 чорний кінь · c2 чорна тура · g2 білий пішак · h2 чорний слон · a1 білий король · b1 чорний слон | 3 |
| 2 | a8 білий слон · d8 чорний кінь · b7 білий кінь · d7 білий ферзь · e7 чорний пішак · c6 чорна тура · g6 чорний пішак · a5 біла тура · e5 білий кінь · b4 чорний пішак · d4 білий слон · e4 чорний король · f4 чорний ферзь · g4 чорний пішак · h4 біла тура · d3 чорний пішак · e3 білий пішак · a2 чорний кінь · c2 чорна тура · g2 білий пішак · h2 чорний слон · a1 білий король · b1 чорний слон | a8 білий слон · d8 чорний кінь · b7 білий кінь · d7 білий ферзь · e7 чорний пішак · c6 чорна тура · g6 чорний пішак · a5 біла тура · e5 білий кінь · b4 чорний пішак · d4 білий слон · e4 чорний король · f4 чорний ферзь · g4 чорний пішак · h4 біла тура · d3 чорний пішак · e3 білий пішак · a2 чорний кінь · c2 чорна тура · g2 білий пішак · h2 чорний слон · a1 білий король · b1 чорний слон | a8 білий слон · d8 чорний кінь · b7 білий кінь · d7 білий ферзь · e7 чорний пішак · c6 чорна тура · g6 чорний пішак · a5 біла тура · e5 білий кінь · b4 чорний пішак · d4 білий слон · e4 чорний король · f4 чорний ферзь · g4 чорний пішак · h4 біла тура · d3 чорний пішак · e3 білий пішак · a2 чорний кінь · c2 чорна тура · g2 білий пішак · h2 чорний слон · a1 білий король · b1 чорний слон | a8 білий слон · d8 чорний кінь · b7 білий кінь · d7 білий ферзь · e7 чорний пішак · c6 чорна тура · g6 чорний пішак · a5 біла тура · e5 білий кінь · b4 чорний пішак · d4 білий слон · e4 чорний король · f4 чорний ферзь · g4 чорний пішак · h4 біла тура · d3 чорний пішак · e3 білий пішак · a2 чорний кінь · c2 чорна тура · g2 білий пішак · h2 чорний слон · a1 білий король · b1 чорний слон | a8 білий слон · d8 чорний кінь · b7 білий кінь · d7 білий ферзь · e7 чорний пішак · c6 чорна тура · g6 чорний пішак · a5 біла тура · e5 білий кінь · b4 чорний пішак · d4 білий слон · e4 чорний король · f4 чорний ферзь · g4 чорний пішак · h4 біла тура · d3 чорний пішак · e3 білий пішак · a2 чорний кінь · c2 чорна тура · g2 білий пішак · h2 чорний слон · a1 білий король · b1 чорний слон | a8 білий слон · d8 чорний кінь · b7 білий кінь · d7 білий ферзь · e7 чорний пішак · c6 чорна тура · g6 чорний пішак · a5 біла тура · e5 білий кінь · b4 чорний пішак · d4 білий слон · e4 чорний король · f4 чорний ферзь · g4 чорний пішак · h4 біла тура · d3 чорний пішак · e3 білий пішак · a2 чорний кінь · c2 чорна тура · g2 білий пішак · h2 чорний слон · a1 білий король · b1 чорний слон | a8 білий слон · d8 чорний кінь · b7 білий кінь · d7 білий ферзь · e7 чорний пішак · c6 чорна тура · g6 чорний пішак · a5 біла тура · e5 білий кінь · b4 чорний пішак · d4 білий слон · e4 чорний король · f4 чорний ферзь · g4 чорний пішак · h4 біла тура · d3 чорний пішак · e3 білий пішак · a2 чорний кінь · c2 чорна тура · g2 білий пішак · h2 чорний слон · a1 білий король · b1 чорний слон | a8 білий слон · d8 чорний кінь · b7 білий кінь · d7 білий ферзь · e7 чорний пішак · c6 чорна тура · g6 чорний пішак · a5 біла тура · e5 білий кінь · b4 чорний пішак · d4 білий слон · e4 чорний король · f4 чорний ферзь · g4 чорний пішак · h4 біла тура · d3 чорний пішак · e3 білий пішак · a2 чорний кінь · c2 чорна тура · g2 білий пішак · h2 чорний слон · a1 білий король · b1 чорний слон | 2 |
| 1 | a8 білий слон · d8 чорний кінь · b7 білий кінь · d7 білий ферзь · e7 чорний пішак · c6 чорна тура · g6 чорний пішак · a5 біла тура · e5 білий кінь · b4 чорний пішак · d4 білий слон · e4 чорний король · f4 чорний ферзь · g4 чорний пішак · h4 біла тура · d3 чорний пішак · e3 білий пішак · a2 чорний кінь · c2 чорна тура · g2 білий пішак · h2 чорний слон · a1 білий король · b1 чорний слон | a8 білий слон · d8 чорний кінь · b7 білий кінь · d7 білий ферзь · e7 чорний пішак · c6 чорна тура · g6 чорний пішак · a5 біла тура · e5 білий кінь · b4 чорний пішак · d4 білий слон · e4 чорний король · f4 чорний ферзь · g4 чорний пішак · h4 біла тура · d3 чорний пішак · e3 білий пішак · a2 чорний кінь · c2 чорна тура · g2 білий пішак · h2 чорний слон · a1 білий король · b1 чорний слон | a8 білий слон · d8 чорний кінь · b7 білий кінь · d7 білий ферзь · e7 чорний пішак · c6 чорна тура · g6 чорний пішак · a5 біла тура · e5 білий кінь · b4 чорний пішак · d4 білий слон · e4 чорний король · f4 чорний ферзь · g4 чорний пішак · h4 біла тура · d3 чорний пішак · e3 білий пішак · a2 чорний кінь · c2 чорна тура · g2 білий пішак · h2 чорний слон · a1 білий король · b1 чорний слон | a8 білий слон · d8 чорний кінь · b7 білий кінь · d7 білий ферзь · e7 чорний пішак · c6 чорна тура · g6 чорний пішак · a5 біла тура · e5 білий кінь · b4 чорний пішак · d4 білий слон · e4 чорний король · f4 чорний ферзь · g4 чорний пішак · h4 біла тура · d3 чорний пішак · e3 білий пішак · a2 чорний кінь · c2 чорна тура · g2 білий пішак · h2 чорний слон · a1 білий король · b1 чорний слон | a8 білий слон · d8 чорний кінь · b7 білий кінь · d7 білий ферзь · e7 чорний пішак · c6 чорна тура · g6 чорний пішак · a5 біла тура · e5 білий кінь · b4 чорний пішак · d4 білий слон · e4 чорний король · f4 чорний ферзь · g4 чорний пішак · h4 біла тура · d3 чорний пішак · e3 білий пішак · a2 чорний кінь · c2 чорна тура · g2 білий пішак · h2 чорний слон · a1 білий король · b1 чорний слон | a8 білий слон · d8 чорний кінь · b7 білий кінь · d7 білий ферзь · e7 чорний пішак · c6 чорна тура · g6 чорний пішак · a5 біла тура · e5 білий кінь · b4 чорний пішак · d4 білий слон · e4 чорний король · f4 чорний ферзь · g4 чорний пішак · h4 біла тура · d3 чорний пішак · e3 білий пішак · a2 чорний кінь · c2 чорна тура · g2 білий пішак · h2 чорний слон · a1 білий король · b1 чорний слон | a8 білий слон · d8 чорний кінь · b7 білий кінь · d7 білий ферзь · e7 чорний пішак · c6 чорна тура · g6 чорний пішак · a5 біла тура · e5 білий кінь · b4 чорний пішак · d4 білий слон · e4 чорний король · f4 чорний ферзь · g4 чорний пішак · h4 біла тура · d3 чорний пішак · e3 білий пішак · a2 чорний кінь · c2 чорна тура · g2 білий пішак · h2 чорний слон · a1 білий король · b1 чорний слон | a8 білий слон · d8 чорний кінь · b7 білий кінь · d7 білий ферзь · e7 чорний пішак · c6 чорна тура · g6 чорний пішак · a5 біла тура · e5 білий кінь · b4 чорний пішак · d4 білий слон · e4 чорний король · f4 чорний ферзь · g4 чорний пішак · h4 біла тура · d3 чорний пішак · e3 білий пішак · a2 чорний кінь · c2 чорна тура · g2 білий пішак · h2 чорний слон · a1 білий король · b1 чорний слон | 1 |
|   | a | b | c | d | e | f | g | h |   |

FEN: B2n4/1N1Qp3/2r3p1/R3N3/1p1BkqpR/3pP3/n1r3Pb/Kb6
1. Sg4! ~ 2. Qd5#
1. ... d2   2. Sf2#
1. ... e6   2. Sf6#
1. ... e5   2. Sd6#
1. ... Sc3 2. Sc5#
Тема виражена в чотирьох варіантах, тричі мат оголошується на зв'язку ферзя і один раз на зв'язку тури.

## Тема в кооперативному жанрі
|   | a | b | c | d | e | f | g | h |   |
| 8 | c7 чорний кінь · a6 чорний пішак · e6 чорний король · f6 чорний пішак · b5 білий слон · d5 чорний слон · e5 чорний кінь · d4 чорний слон · h4 чорна тура · a2 білий ферзь · c2 білий король · d2 білий слон · h2 чорна тура · e1 біла тура | c7 чорний кінь · a6 чорний пішак · e6 чорний король · f6 чорний пішак · b5 білий слон · d5 чорний слон · e5 чорний кінь · d4 чорний слон · h4 чорна тура · a2 білий ферзь · c2 білий король · d2 білий слон · h2 чорна тура · e1 біла тура | c7 чорний кінь · a6 чорний пішак · e6 чорний король · f6 чорний пішак · b5 білий слон · d5 чорний слон · e5 чорний кінь · d4 чорний слон · h4 чорна тура · a2 білий ферзь · c2 білий король · d2 білий слон · h2 чорна тура · e1 біла тура | c7 чорний кінь · a6 чорний пішак · e6 чорний король · f6 чорний пішак · b5 білий слон · d5 чорний слон · e5 чорний кінь · d4 чорний слон · h4 чорна тура · a2 білий ферзь · c2 білий король · d2 білий слон · h2 чорна тура · e1 біла тура | c7 чорний кінь · a6 чорний пішак · e6 чорний король · f6 чорний пішак · b5 білий слон · d5 чорний слон · e5 чорний кінь · d4 чорний слон · h4 чорна тура · a2 білий ферзь · c2 білий король · d2 білий слон · h2 чорна тура · e1 біла тура | c7 чорний кінь · a6 чорний пішак · e6 чорний король · f6 чорний пішак · b5 білий слон · d5 чорний слон · e5 чорний кінь · d4 чорний слон · h4 чорна тура · a2 білий ферзь · c2 білий король · d2 білий слон · h2 чорна тура · e1 біла тура | c7 чорний кінь · a6 чорний пішак · e6 чорний король · f6 чорний пішак · b5 білий слон · d5 чорний слон · e5 чорний кінь · d4 чорний слон · h4 чорна тура · a2 білий ферзь · c2 білий король · d2 білий слон · h2 чорна тура · e1 біла тура | c7 чорний кінь · a6 чорний пішак · e6 чорний король · f6 чорний пішак · b5 білий слон · d5 чорний слон · e5 чорний кінь · d4 чорний слон · h4 чорна тура · a2 білий ферзь · c2 білий король · d2 білий слон · h2 чорна тура · e1 біла тура | 8 |
| 7 | c7 чорний кінь · a6 чорний пішак · e6 чорний король · f6 чорний пішак · b5 білий слон · d5 чорний слон · e5 чорний кінь · d4 чорний слон · h4 чорна тура · a2 білий ферзь · c2 білий король · d2 білий слон · h2 чорна тура · e1 біла тура | c7 чорний кінь · a6 чорний пішак · e6 чорний король · f6 чорний пішак · b5 білий слон · d5 чорний слон · e5 чорний кінь · d4 чорний слон · h4 чорна тура · a2 білий ферзь · c2 білий король · d2 білий слон · h2 чорна тура · e1 біла тура | c7 чорний кінь · a6 чорний пішак · e6 чорний король · f6 чорний пішак · b5 білий слон · d5 чорний слон · e5 чорний кінь · d4 чорний слон · h4 чорна тура · a2 білий ферзь · c2 білий король · d2 білий слон · h2 чорна тура · e1 біла тура | c7 чорний кінь · a6 чорний пішак · e6 чорний король · f6 чорний пішак · b5 білий слон · d5 чорний слон · e5 чорний кінь · d4 чорний слон · h4 чорна тура · a2 білий ферзь · c2 білий король · d2 білий слон · h2 чорна тура · e1 біла тура | c7 чорний кінь · a6 чорний пішак · e6 чорний король · f6 чорний пішак · b5 білий слон · d5 чорний слон · e5 чорний кінь · d4 чорний слон · h4 чорна тура · a2 білий ферзь · c2 білий король · d2 білий слон · h2 чорна тура · e1 біла тура | c7 чорний кінь · a6 чорний пішак · e6 чорний король · f6 чорний пішак · b5 білий слон · d5 чорний слон · e5 чорний кінь · d4 чорний слон · h4 чорна тура · a2 білий ферзь · c2 білий король · d2 білий слон · h2 чорна тура · e1 біла тура | c7 чорний кінь · a6 чорний пішак · e6 чорний король · f6 чорний пішак · b5 білий слон · d5 чорний слон · e5 чорний кінь · d4 чорний слон · h4 чорна тура · a2 білий ферзь · c2 білий король · d2 білий слон · h2 чорна тура · e1 біла тура | c7 чорний кінь · a6 чорний пішак · e6 чорний король · f6 чорний пішак · b5 білий слон · d5 чорний слон · e5 чорний кінь · d4 чорний слон · h4 чорна тура · a2 білий ферзь · c2 білий король · d2 білий слон · h2 чорна тура · e1 біла тура | 7 |
| 6 | c7 чорний кінь · a6 чорний пішак · e6 чорний король · f6 чорний пішак · b5 білий слон · d5 чорний слон · e5 чорний кінь · d4 чорний слон · h4 чорна тура · a2 білий ферзь · c2 білий король · d2 білий слон · h2 чорна тура · e1 біла тура | c7 чорний кінь · a6 чорний пішак · e6 чорний король · f6 чорний пішак · b5 білий слон · d5 чорний слон · e5 чорний кінь · d4 чорний слон · h4 чорна тура · a2 білий ферзь · c2 білий король · d2 білий слон · h2 чорна тура · e1 біла тура | c7 чорний кінь · a6 чорний пішак · e6 чорний король · f6 чорний пішак · b5 білий слон · d5 чорний слон · e5 чорний кінь · d4 чорний слон · h4 чорна тура · a2 білий ферзь · c2 білий король · d2 білий слон · h2 чорна тура · e1 біла тура | c7 чорний кінь · a6 чорний пішак · e6 чорний король · f6 чорний пішак · b5 білий слон · d5 чорний слон · e5 чорний кінь · d4 чорний слон · h4 чорна тура · a2 білий ферзь · c2 білий король · d2 білий слон · h2 чорна тура · e1 біла тура | c7 чорний кінь · a6 чорний пішак · e6 чорний король · f6 чорний пішак · b5 білий слон · d5 чорний слон · e5 чорний кінь · d4 чорний слон · h4 чорна тура · a2 білий ферзь · c2 білий король · d2 білий слон · h2 чорна тура · e1 біла тура | c7 чорний кінь · a6 чорний пішак · e6 чорний король · f6 чорний пішак · b5 білий слон · d5 чорний слон · e5 чорний кінь · d4 чорний слон · h4 чорна тура · a2 білий ферзь · c2 білий король · d2 білий слон · h2 чорна тура · e1 біла тура | c7 чорний кінь · a6 чорний пішак · e6 чорний король · f6 чорний пішак · b5 білий слон · d5 чорний слон · e5 чорний кінь · d4 чорний слон · h4 чорна тура · a2 білий ферзь · c2 білий король · d2 білий слон · h2 чорна тура · e1 біла тура | c7 чорний кінь · a6 чорний пішак · e6 чорний король · f6 чорний пішак · b5 білий слон · d5 чорний слон · e5 чорний кінь · d4 чорний слон · h4 чорна тура · a2 білий ферзь · c2 білий король · d2 білий слон · h2 чорна тура · e1 біла тура | 6 |
| 5 | c7 чорний кінь · a6 чорний пішак · e6 чорний король · f6 чорний пішак · b5 білий слон · d5 чорний слон · e5 чорний кінь · d4 чорний слон · h4 чорна тура · a2 білий ферзь · c2 білий король · d2 білий слон · h2 чорна тура · e1 біла тура | c7 чорний кінь · a6 чорний пішак · e6 чорний король · f6 чорний пішак · b5 білий слон · d5 чорний слон · e5 чорний кінь · d4 чорний слон · h4 чорна тура · a2 білий ферзь · c2 білий король · d2 білий слон · h2 чорна тура · e1 біла тура | c7 чорний кінь · a6 чорний пішак · e6 чорний король · f6 чорний пішак · b5 білий слон · d5 чорний слон · e5 чорний кінь · d4 чорний слон · h4 чорна тура · a2 білий ферзь · c2 білий король · d2 білий слон · h2 чорна тура · e1 біла тура | c7 чорний кінь · a6 чорний пішак · e6 чорний король · f6 чорний пішак · b5 білий слон · d5 чорний слон · e5 чорний кінь · d4 чорний слон · h4 чорна тура · a2 білий ферзь · c2 білий король · d2 білий слон · h2 чорна тура · e1 біла тура | c7 чорний кінь · a6 чорний пішак · e6 чорний король · f6 чорний пішак · b5 білий слон · d5 чорний слон · e5 чорний кінь · d4 чорний слон · h4 чорна тура · a2 білий ферзь · c2 білий король · d2 білий слон · h2 чорна тура · e1 біла тура | c7 чорний кінь · a6 чорний пішак · e6 чорний король · f6 чорний пішак · b5 білий слон · d5 чорний слон · e5 чорний кінь · d4 чорний слон · h4 чорна тура · a2 білий ферзь · c2 білий король · d2 білий слон · h2 чорна тура · e1 біла тура | c7 чорний кінь · a6 чорний пішак · e6 чорний король · f6 чорний пішак · b5 білий слон · d5 чорний слон · e5 чорний кінь · d4 чорний слон · h4 чорна тура · a2 білий ферзь · c2 білий король · d2 білий слон · h2 чорна тура · e1 біла тура | c7 чорний кінь · a6 чорний пішак · e6 чорний король · f6 чорний пішак · b5 білий слон · d5 чорний слон · e5 чорний кінь · d4 чорний слон · h4 чорна тура · a2 білий ферзь · c2 білий король · d2 білий слон · h2 чорна тура · e1 біла тура | 5 |
| 4 | c7 чорний кінь · a6 чорний пішак · e6 чорний король · f6 чорний пішак · b5 білий слон · d5 чорний слон · e5 чорний кінь · d4 чорний слон · h4 чорна тура · a2 білий ферзь · c2 білий король · d2 білий слон · h2 чорна тура · e1 біла тура | c7 чорний кінь · a6 чорний пішак · e6 чорний король · f6 чорний пішак · b5 білий слон · d5 чорний слон · e5 чорний кінь · d4 чорний слон · h4 чорна тура · a2 білий ферзь · c2 білий король · d2 білий слон · h2 чорна тура · e1 біла тура | c7 чорний кінь · a6 чорний пішак · e6 чорний король · f6 чорний пішак · b5 білий слон · d5 чорний слон · e5 чорний кінь · d4 чорний слон · h4 чорна тура · a2 білий ферзь · c2 білий король · d2 білий слон · h2 чорна тура · e1 біла тура | c7 чорний кінь · a6 чорний пішак · e6 чорний король · f6 чорний пішак · b5 білий слон · d5 чорний слон · e5 чорний кінь · d4 чорний слон · h4 чорна тура · a2 білий ферзь · c2 білий король · d2 білий слон · h2 чорна тура · e1 біла тура | c7 чорний кінь · a6 чорний пішак · e6 чорний король · f6 чорний пішак · b5 білий слон · d5 чорний слон · e5 чорний кінь · d4 чорний слон · h4 чорна тура · a2 білий ферзь · c2 білий король · d2 білий слон · h2 чорна тура · e1 біла тура | c7 чорний кінь · a6 чорний пішак · e6 чорний король · f6 чорний пішак · b5 білий слон · d5 чорний слон · e5 чорний кінь · d4 чорний слон · h4 чорна тура · a2 білий ферзь · c2 білий король · d2 білий слон · h2 чорна тура · e1 біла тура | c7 чорний кінь · a6 чорний пішак · e6 чорний король · f6 чорний пішак · b5 білий слон · d5 чорний слон · e5 чорний кінь · d4 чорний слон · h4 чорна тура · a2 білий ферзь · c2 білий король · d2 білий слон · h2 чорна тура · e1 біла тура | c7 чорний кінь · a6 чорний пішак · e6 чорний король · f6 чорний пішак · b5 білий слон · d5 чорний слон · e5 чорний кінь · d4 чорний слон · h4 чорна тура · a2 білий ферзь · c2 білий король · d2 білий слон · h2 чорна тура · e1 біла тура | 4 |
| 3 | c7 чорний кінь · a6 чорний пішак · e6 чорний король · f6 чорний пішак · b5 білий слон · d5 чорний слон · e5 чорний кінь · d4 чорний слон · h4 чорна тура · a2 білий ферзь · c2 білий король · d2 білий слон · h2 чорна тура · e1 біла тура | c7 чорний кінь · a6 чорний пішак · e6 чорний король · f6 чорний пішак · b5 білий слон · d5 чорний слон · e5 чорний кінь · d4 чорний слон · h4 чорна тура · a2 білий ферзь · c2 білий король · d2 білий слон · h2 чорна тура · e1 біла тура | c7 чорний кінь · a6 чорний пішак · e6 чорний король · f6 чорний пішак · b5 білий слон · d5 чорний слон · e5 чорний кінь · d4 чорний слон · h4 чорна тура · a2 білий ферзь · c2 білий король · d2 білий слон · h2 чорна тура · e1 біла тура | c7 чорний кінь · a6 чорний пішак · e6 чорний король · f6 чорний пішак · b5 білий слон · d5 чорний слон · e5 чорний кінь · d4 чорний слон · h4 чорна тура · a2 білий ферзь · c2 білий король · d2 білий слон · h2 чорна тура · e1 біла тура | c7 чорний кінь · a6 чорний пішак · e6 чорний король · f6 чорний пішак · b5 білий слон · d5 чорний слон · e5 чорний кінь · d4 чорний слон · h4 чорна тура · a2 білий ферзь · c2 білий король · d2 білий слон · h2 чорна тура · e1 біла тура | c7 чорний кінь · a6 чорний пішак · e6 чорний король · f6 чорний пішак · b5 білий слон · d5 чорний слон · e5 чорний кінь · d4 чорний слон · h4 чорна тура · a2 білий ферзь · c2 білий король · d2 білий слон · h2 чорна тура · e1 біла тура | c7 чорний кінь · a6 чорний пішак · e6 чорний король · f6 чорний пішак · b5 білий слон · d5 чорний слон · e5 чорний кінь · d4 чорний слон · h4 чорна тура · a2 білий ферзь · c2 білий король · d2 білий слон · h2 чорна тура · e1 біла тура | c7 чорний кінь · a6 чорний пішак · e6 чорний король · f6 чорний пішак · b5 білий слон · d5 чорний слон · e5 чорний кінь · d4 чорний слон · h4 чорна тура · a2 білий ферзь · c2 білий король · d2 білий слон · h2 чорна тура · e1 біла тура | 3 |
| 2 | c7 чорний кінь · a6 чорний пішак · e6 чорний король · f6 чорний пішак · b5 білий слон · d5 чорний слон · e5 чорний кінь · d4 чорний слон · h4 чорна тура · a2 білий ферзь · c2 білий король · d2 білий слон · h2 чорна тура · e1 біла тура | c7 чорний кінь · a6 чорний пішак · e6 чорний король · f6 чорний пішак · b5 білий слон · d5 чорний слон · e5 чорний кінь · d4 чорний слон · h4 чорна тура · a2 білий ферзь · c2 білий король · d2 білий слон · h2 чорна тура · e1 біла тура | c7 чорний кінь · a6 чорний пішак · e6 чорний король · f6 чорний пішак · b5 білий слон · d5 чорний слон · e5 чорний кінь · d4 чорний слон · h4 чорна тура · a2 білий ферзь · c2 білий король · d2 білий слон · h2 чорна тура · e1 біла тура | c7 чорний кінь · a6 чорний пішак · e6 чорний король · f6 чорний пішак · b5 білий слон · d5 чорний слон · e5 чорний кінь · d4 чорний слон · h4 чорна тура · a2 білий ферзь · c2 білий король · d2 білий слон · h2 чорна тура · e1 біла тура | c7 чорний кінь · a6 чорний пішак · e6 чорний король · f6 чорний пішак · b5 білий слон · d5 чорний слон · e5 чорний кінь · d4 чорний слон · h4 чорна тура · a2 білий ферзь · c2 білий король · d2 білий слон · h2 чорна тура · e1 біла тура | c7 чорний кінь · a6 чорний пішак · e6 чорний король · f6 чорний пішак · b5 білий слон · d5 чорний слон · e5 чорний кінь · d4 чорний слон · h4 чорна тура · a2 білий ферзь · c2 білий король · d2 білий слон · h2 чорна тура · e1 біла тура | c7 чорний кінь · a6 чорний пішак · e6 чорний король · f6 чорний пішак · b5 білий слон · d5 чорний слон · e5 чорний кінь · d4 чорний слон · h4 чорна тура · a2 білий ферзь · c2 білий король · d2 білий слон · h2 чорна тура · e1 біла тура | c7 чорний кінь · a6 чорний пішак · e6 чорний король · f6 чорний пішак · b5 білий слон · d5 чорний слон · e5 чорний кінь · d4 чорний слон · h4 чорна тура · a2 білий ферзь · c2 білий король · d2 білий слон · h2 чорна тура · e1 біла тура | 2 |
| 1 | c7 чорний кінь · a6 чорний пішак · e6 чорний король · f6 чорний пішак · b5 білий слон · d5 чорний слон · e5 чорний кінь · d4 чорний слон · h4 чорна тура · a2 білий ферзь · c2 білий король · d2 білий слон · h2 чорна тура · e1 біла тура | c7 чорний кінь · a6 чорний пішак · e6 чорний король · f6 чорний пішак · b5 білий слон · d5 чорний слон · e5 чорний кінь · d4 чорний слон · h4 чорна тура · a2 білий ферзь · c2 білий король · d2 білий слон · h2 чорна тура · e1 біла тура | c7 чорний кінь · a6 чорний пішак · e6 чорний король · f6 чорний пішак · b5 білий слон · d5 чорний слон · e5 чорний кінь · d4 чорний слон · h4 чорна тура · a2 білий ферзь · c2 білий король · d2 білий слон · h2 чорна тура · e1 біла тура | c7 чорний кінь · a6 чорний пішак · e6 чорний король · f6 чорний пішак · b5 білий слон · d5 чорний слон · e5 чорний кінь · d4 чорний слон · h4 чорна тура · a2 білий ферзь · c2 білий король · d2 білий слон · h2 чорна тура · e1 біла тура | c7 чорний кінь · a6 чорний пішак · e6 чорний король · f6 чорний пішак · b5 білий слон · d5 чорний слон · e5 чорний кінь · d4 чорний слон · h4 чорна тура · a2 білий ферзь · c2 білий король · d2 білий слон · h2 чорна тура · e1 біла тура | c7 чорний кінь · a6 чорний пішак · e6 чорний король · f6 чорний пішак · b5 білий слон · d5 чорний слон · e5 чорний кінь · d4 чорний слон · h4 чорна тура · a2 білий ферзь · c2 білий король · d2 білий слон · h2 чорна тура · e1 біла тура | c7 чорний кінь · a6 чорний пішак · e6 чорний король · f6 чорний пішак · b5 білий слон · d5 чорний слон · e5 чорний кінь · d4 чорний слон · h4 чорна тура · a2 білий ферзь · c2 білий король · d2 білий слон · h2 чорна тура · e1 біла тура | c7 чорний кінь · a6 чорний пішак · e6 чорний король · f6 чорний пішак · b5 білий слон · d5 чорний слон · e5 чорний кінь · d4 чорний слон · h4 чорна тура · a2 білий ферзь · c2 білий король · d2 білий слон · h2 чорна тура · e1 біла тура | 1 |
|   | a | b | c | d | e | f | g | h |   |

FEN: 8/2n5/p3kp2/1B1bn3/3b3r/8/Q1KB3r/4R3
2 Sol

I  1.Kf5 Qa5 2.Sg4 Bd3#

II 1.Kd6 Rd1 2.Bg2 Bb4#
Тема виражена в синтезі з подвійним клапаном.